# 날씬한 고백을 원하십니까?
날씬한 고백을 원하십니까?(Loud And Clear)는 한국에서 제작된 최선정 감독의 2002년 영화이다. 최희진 등이 주연으로 출연하였다.

## 출연

### 주연
- 최희진
- 신동훈

## 제작진
- 조명: 이제인
- 미술: 김선아